# Dimorphodontidae
Dimorphodontidae é uma família de pterossauros primitivos "ranforrincóides", que viveram no Triássico Superior até o Jurássico Inferior. Chegava a medir 2,5 metros de envergadura.
A família Dimorphodontidae foi nomeada em 1870 por Harry Govier Seeley (como "Dimorphodontae") com o Dimorphodontidae como seu único membro conhecido.
Em 2003 David Unwin definiu um clado Dimorphodontidae, como o clado-nó consistindo do último ancestral comum do Dimorphodon macronyx e Peteinosaurus zambellii e todos seus descendentes. As espécies definidoras eram de apenas dimorfodontídeos conhecidos. Este grupo seria o clado mais basal dentro da Pterosauria com a exceção do Preondactylus e o grupo irmão de Caelidracones dentro da Macronychoptera.
De acordo com Alexander Kellner, Dimorphodontidae não está intimamente relacionado com o Peteinossauro e o conceito seria portanto supérfluo.

## Características
O Dimorphodontidae possuía um crânio enorme e dentes de variados tamanhos. Os dentes da frente do seu crânio eram maiores e mais afiados que outros, enquanto os dentes na parte posterior da maxila inferior eram pequeninos. Ele também tinha mãos com garras afiadas e um quinto dedo capaz de agarrar, logo, provavelmente era bom em escaladas. Sua abertura alar variava entre 1,2m a 2,5m e sua dieta era composta por peixes, insetos e pequenos animais terrestres.